# Javier Aramendia
Francisco Javier Aramendia Llorente (ur. 5 grudnia 1986 w Funes) – hiszpański kolarz szosowy, zawodnik grupy UCI Professional Continental Teams Caja Rural-Seguros RGA.
Jak do tej pory nie odnosił znaczących sukcesów. W pierwszym swym sezonie startów z zawodowcami zajął 7. miejsce w klasyfikacji generalnej Vuelta a Extramadura. Jeździł wówczas w barwach Orbea. Po przenosinach do Euskaltel-Euskadi rok później zajął 15. miejsce w prestiżowym Vuelta a Mallorca. 

## Najważniejsze osiągnięcia
- 2006
  - 1. miejsce na 2. etapie Bizkaiko Bira
- 2007 
  - 7. miejsce w Vuelta a Extramadura
- 2008
  - 15. miejsce w Vuelta a Mallorca
  - 18. miejsce w Vuelta a la Comunidad de Madrid
- 2011
  - 2. miejsce w klasyfikacji górskiej Tirreno-Adriático